# Festival international du film fantastique de Neuchâtel
Le Festival international du film fantastique de Neuchâtel (ou NIFFF pour Neuchâtel International Fantastic Film Festival) est un festival suisse consacré au cinéma fantastique, cinéma d'Asie et aux images numériques. L’approche pluridisciplinaire diffusée par le NIFFF lui a permis de s’imposer comme un centre de compétence d’envergure internationale et de développer un discours innovant, autour des cinématographies de l’imaginaire.

## Historique
Créé en 2000 par une bande d'amis passionnés, Anaïs Emery, Pierre-Yves Jeanneret et Oliver Muller, le NIFFF s'est progressivement imposé en tant que référence du genre, acquérant une réputation nationale et internationale.
Le NIFFF se caractérise par une programmation riche, qui se construit autour de trois axes centraux : le cinéma fantastique, les cinémas d'Asie et les images digitales. Les films projetés sont très diversifiés, mélangeant têtes d'affiches mondialement attendues et films d'auteurs quasi inconnus. Plusieurs réalisateurs renommés ont déjà honoré la région neuchâteloise de leurs présences, dont George A. Romero, Joe Dante, John Landis, Terry Gilliam, Eli Roth et Hideo Nakata.
Le NIFFF propose chaque année des films internationaux en exclusivité suisse ainsi que des œuvres moins connues, qui ne seraient autrement pas accessibles au public. Cinq compétitions rythment les six journées que dure le festival : une compétition de longs-métrages internationaux, une compétition de longs-métrages asiatiques, une compétition de courts-métrages suisses, une compétition de courts-métrages européens et une compétition d'art vidéo suisse surnommée Actual Fears et inaugurée en 2008.
La première édition du festival s'est déroulée en mai 2000, ensuite, dès 2002, la fréquence devient annuelle est le festival a lieu la première semaine des vacances scolaires neuchâteloises en juillet. En 2001, qui aurait dû être la deuxième édition, le festival n'a pu être programmé par manque de moyens financiers.
C'est en 2001 que le NIFFF intègre la Fédération Européenne de Festival Fantastique.
En 2010, le NIFFF fête sa 10e édition et, loin des débuts difficiles qui caractérisent toute naissance d'un événement culturel hors du commun, il compte aujourd'hui parmi les manifestations cinématographiques les plus réputées en Suisse, soutenus notamment par l'Office fédéral de la culture..
En 2014, en collaboration avec la RTS, le NIFFF lance un concours intitulé Fantastic Web Contest destiné à créer une série Web. La série vainqueur, La Suisse Interdite, a été présentée pour la première fois le 3 juillet 2015 lors de la 15e édition du festival. Une seconde édition du concours a été reconduit en 2017 et a consacré le projet Le 5ème cavalier de Julien Dumont, Kennocha Baud, J.D. Schneider qui sera projeté en première mondiale lors de l'édition 2018. En 2019, Les enfants terribles de Malou Briand et Raphaël Meyer est le lauréat de la 3ème édition du Fantastic Web Contest, une série de 6 épisodes de 7 minutes qui seront présentés lors de la 20ème édition du festival.
Le 7 juillet 2020, l'organisation du festival annonce le départ de sa directrice, Anaïs Emery, qui reprend la direction générale et artistique du GIFF dès le 1er janvier 2021.
En juillet 2021, lors de la 20ème édition du festival, Pierre-Yves Walder est nommé directeur général et artistique.
Le 5 juin 2023, la ville de Neuchâtel, conjointement avec le NIFFF, annonce la création d'un espace dédié au fantastique en collaboration avec l'illustrateur John Howe. Cet espace sera situé dans la tour des Prisons, située dans la vieille ville.

### Présidence
- 2000 : Olivier Muller
- 2007 : Olivier Muller quitte la présidence pour occuper le poste de responsable de l’encouragement sélectif à la production cinématographique à l’Office fédéral de la culture. Le responsable de la communication Pierre-Yves Jeanneret lui succède[10].
- 2013 : Le 12 mars 2013, l’assemblée générale de l’association du NIFFF a élu à l’unanimité M. Jean Studer à la présidence de l’association du festival[11]. Pierre-Yves Jeanneret, qui devient vice-président de l'association.
- 2019 : Le 26 juin 2019, le NIFFF annonce que M. Studer quitte la présidence de l'assemblée générale et passe le flambeau à la journaliste suisse Nathalie Randin dès le 14 juillet 2019[12].
- 2024 : Le 24 juin 2024, le NIFFF annonce que Mme Nathalie Randin quitte la présidence qui sera reprise dès le 14 juillet 2024 par le conseiller national Baptiste Hurni[13].

## Les compétitions

### Compétition internationale
Pour être éligible dans cette catégorie, un film doit avoir été produit dans les 18 mois précédant le festival, avoir une durée de 60 minutes minimum et être projeté en première Suisse (la priorité est accordée aux premières internationales).
- Prix H.R. Giger  "Narcisse du meilleur Film" (10 000.- Frs doté par la ville de Neuchâtel)
- Méliès d'argent du meilleur long métrage fantastique européen (nomination)
- Prix RTS du public (acquisition)
- Prix Imaging the Future du meilleur Production Design (3 000.- Frs)
- Prix de la jeunesse Denis-de-Rougemont et Blaise Cendrars (montre d'une valeur de 500 Frs.)
- Prix NIFFF de la critique internationale (promotion)

### Asian Competition
(Jusqu'en 2021 : New Cinema from Asia)
Pour être éligible dans cette catégorie, un film doit avoir été produit dans les 24 mois précédant le festival, avoir une durée de 60 minutes minimum et être projeté en première Suisse (la priorité est accordée aux premières internationales).
- Prix du meilleur film asiatique (Honorifique / décerné par le public)
- Prix RTS du public (acquisition)

### Méliès d’argent NIFFF du meilleur long métrage fantastique européen
Pour être éligible dans cette catégorie, un film doit avoir été produit dans les 24 mois précédant le cycle Méliès d’or concerné, répondre à la qualification de production européenne selon le règlement de la Fédération Européenne des Festivals de Film Fantastique, avoir une durée de 60 minutes minimum et être projeté en première Suisse (la priorité est accordée aux premières internationales).
- Nomination à la finale Méliès d'or du meilleur long métrage fantastique européen

### Compétition SSA/Suissimage des courts métrages suisses
Pour être éligible dans cette catégorie, un film doit avoir été produit dans les 18 mois précédant le festival, avoir une durée de 30 minutes maximum, être en version originale sous-titrée en français et/ou anglais, et doit satisfaire à au moins un des trois critères suivants :
1) avoir bénéficié du soutien d'une institution ou d'un organisme d'aide ou de promotion du cinéma suisse
2) avoir été produit par une société de production établie en Suisse
3) être l’œuvre d'un réalisateur suisse ou d'un réalisateur étranger formé dans une école de cinéma suisse
- Prix du meilleur court métrage fantastique suisse (10 000 Frs doté par SSA/Suissimage)
- Jusqu'en 2019 : Prix Taurus Studio à l'innovation (2 000.- Frs de prestation post-production)

### Meilleur court métrage européens
Pour être éligible dans cette catégorie, un film doit avoir été produit dans les 18 mois précédant le festival, répondre à la qualification de production européenne selon le règlement de la Fédération Européenne des Festivals de Film Fantastique, avoir une durée de 15 minutes maximum et être projeté en première Suisse.
- Prix du Meilleur Court Métrage Fantastique Européen.
- Nomination à la finale Méliès d'or du meilleur court métrage fantastique européen

## Les programmes hors compétition
Films of the Third Kind
Les liens entre fantastique et Thriller à travers les avant-premières les plus attendues de la saison.
Ultra Movies
Des séances de minuit qui dévoilent la face la plus étrange du cinéma de genre.
Amazing Switzerland
Un panorama des meilleurs opus fantastiques ou de genres affiliés qui vise à promouvoir le cinéma suisse.
Histoire(s) du genre
Un programme de documentaires sur l'histoire du fantastique.
Retrospectives
Des programmes inédits consacrés à l'histoire du cinéma fantastique.
Programme de courts métrages asiatiques
Les tendances du cinéma asiatique de demain.
Programme enfants
Des séances pour les plus jeunes en collaboration avec la Lanterne Magique et les écoles des régions.
Hommages et cartes blanches
NIFFF on tour
Un programme de films qui voyage dans toute la Suisse entre deux éditions du festival.

## Palmarès
| Année | Prix H.R. Giger « Narcisse du Meilleur Film » | Réalisateur                 | Nationalité                                                     |
| ----- | --------------------------------------------- | --------------------------- | --------------------------------------------------------------- |
| 2025  | La Tour de glace                              | Lucile Hadzihalilovic       | France, Allemagne, Italie                                       |
| 2024  | Handling the Undead                           | Thea Hvistendahl            | Norvège, Suède, Grèce                                           |
| 2023  | Tiger Stripes                                 | Amanda Nell Eu              | Malaisie, Taïwan, France, Allemagne, Pays-Bas, Indonésie, Qatar |
| 2022  | Nos Cérémonies                                | Simon Reith                 | France                                                          |
| 2021  | Lapsis                                        | Noah Hutton                 | États-Unis                                                      |
| 2020  | Dinner in America                             | Adam Rehmeier               | États-Unis                                                      |
| 2019  | Extra Ordinary                                | Mike Ahern et Enda Loughman | Irlande, Belgique                                               |
| 2018  | Climax                                        | Gaspar Noé                  | France                                                          |
| 2017  | Super Dark Times                              | Kevin Phillips              | États-Unis                                                      |
| 2016  | Under the Shadow                              | Babak Anvari                | Iran                                                            |
| 2015  | Green Room                                    | Jeremy Saulnier             | États-Unis                                                      |
| 2014  | Housebound                                    | Gerard Johnstone            | Nouvelle-Zélande                                                |
| 2013  | Dark Touch                                    | Marina de Van               | France                                                          |
| 2012  | Citadel                                       | Ciaran Foy                  | Irlande                                                         |
| 2011  | Troll Hunter (Trolljegeren)                   | André Øvredal               | Norvège                                                         |
| 2010  | Enter the Void                                | Gaspar Noé                  | France                                                          |
| 2009  | Fish Story                                    | Yoshihiro Nakamura          | Japon                                                           |
| 2008  | Sleep Dealer                                  | Alex Rivera                 | États-Unis                                                      |
| 2007  | Nous, les vivants (You, The Living)           | Roy Andersson               | Suède                                                           |
| 2006  | Norway of Life (Den brysomme mannen)          | Jens Lien                   | Norvège, Islande                                                |
| 2005  | Innocence                                     | Lucile Hadžihalilović       | France                                                          |
| 2004  | The Machinist                                 | Brad Anderson               | Espagne                                                         |
| 2003  | 28 jours plus tard (28 Days Later…)           | Danny Boyle                 | Royaume-Uni                                                     |
| 2002  | The Yin-Yang Master (陰陽師, Onmyōji)         | Yōjirō Takita               | Japon                                                           |
| 2000  | Gemini                                        | Shinya Tsukamoto            | Japon                                                           |